# Daniel Kuntz
Daniel Kuntz (* 19. April 1860 in Oberstaufenbach; † 1959 in den USA) war Violinist. Er wurde Mitbegründer des Boston Symphony Orchestra, Erster Geiger und später zum Ehrendirigenten ernannt.

## Biografie
Nach dem Besuch der Volksschule ging Daniel Kuntz als Wandermusikant auf seine erste Reise in die USA. Er blieb dort, als eine befreundete Familie für seine weitere musikalische Ausbildung sorgte.
1881 wurde er Mitbegründer und Erster Geiger des Bostoner Symphonieorchesters. 1892 wurde er zur Verstärkung des Orchesters der Bayreuther Festspiele engagiert. Er wirkte als Erster Geiger bei den Aufführungen der Wagner-Opern Parsifal, Tristan und Isolde, Die Meistersinger von Nürnberg und Tannhäuser mit. Anschließend kehrte er nach Boston zurück.
Sein Bruder Edmund lebte drei Jahre mit bei ihm in den USA. Er kümmerte sich um seine Musikausbildung, unter anderem bei einem Musikprofessor in Wien. Auch sein Bruder August kam in die USA und wirkte als Geiger beim New York Symphony Orchestra.
Er starb 1959, hochdekoriert als Ehrendirigent des Boston Symphony Orchestra.